# Durăști
Durăști falu Romániában, Erdélyben, Fehér megyében. Közigazgatásilag Bisztra községhez tartozik.

## Fekvése
A Mócvidéken, Bisztra közelében, Bălești mellett fekvő település.

## Története
Durăşti korábban Bălești része volt. 1956 körül vált külön 117 lakossal. 1966-ban 103, 1977-ben 92, 1992-ben 84, 2002-ben pedig 73 román lakosa volt.